# Jean-Baptiste Marcoz
Jean-Baptiste Philippe Marcoz, né le 18 août 1759 à Jarrier-en-Maurienne et mort le 5 novembre 1834 à Lyon, est un homme politique français qui siégea au Conseil des Cinq-cents. Il fut médecin de formation et professeur de mathématiques à l'école centrale de Chambéry.

## Biographie
Jean-Baptiste Marcoz nait le 18 août 1759 à Jarrier-en-Maurienne, au sein du duché de Savoie, partie intégrante du royaume de Sardaigne. Ses parents pensent le faire entrer dans les ordres, ses trois frères ayant déjà choisi cette voie. Le jeune Jean-Baptiste s'y refuse et suit des études de médecine à l'université de Turin. Le 2 mai 1782, il y est reçu docteur en médecine. 
La monarchie prend fin à l'issue de la journée du 10 août 1792 : les bataillons de fédérés bretons et marseillais et les insurgés des faubourgs de Paris prennent le palais des Tuileries. Louis XVI est suspendu et incarcéré, avec sa famille, à la tour du Temple. 
Le 27 novembre 1792, après le rattachement de la Savoie à la France, la Convention nationale décrète la création du département du Mont-Blanc. En février 1793, Jean-Baptiste Marcoz est élu député du département, le sixième sur douze, à la Convention. 
En avril 1793, il vote en faveur de la mise en accusation de Jean-Paul Marat. En mai, il vote en faveur du rétablissement de la Commission des Douze. 
Après la chute de Robespierre, Marcoz adhère à la réaction thermidorienne. En brumaire an III (en octobre 1794), il est élu membre de la Commission des Vingt-et-Un, chargée d'examiner la conduite de Jean-Baptiste Carrier (député du Cantal), accusé d’avoir provoqué les fusillades et les noyades de Nantes. 
Sous le Directoire, Jean-Baptiste Marcoz est élu député au Conseil des Cinq-Cents. Il est tiré au sort pour en sortir le 1er prairial an V (le 22 mai 1797). 

## Mandats

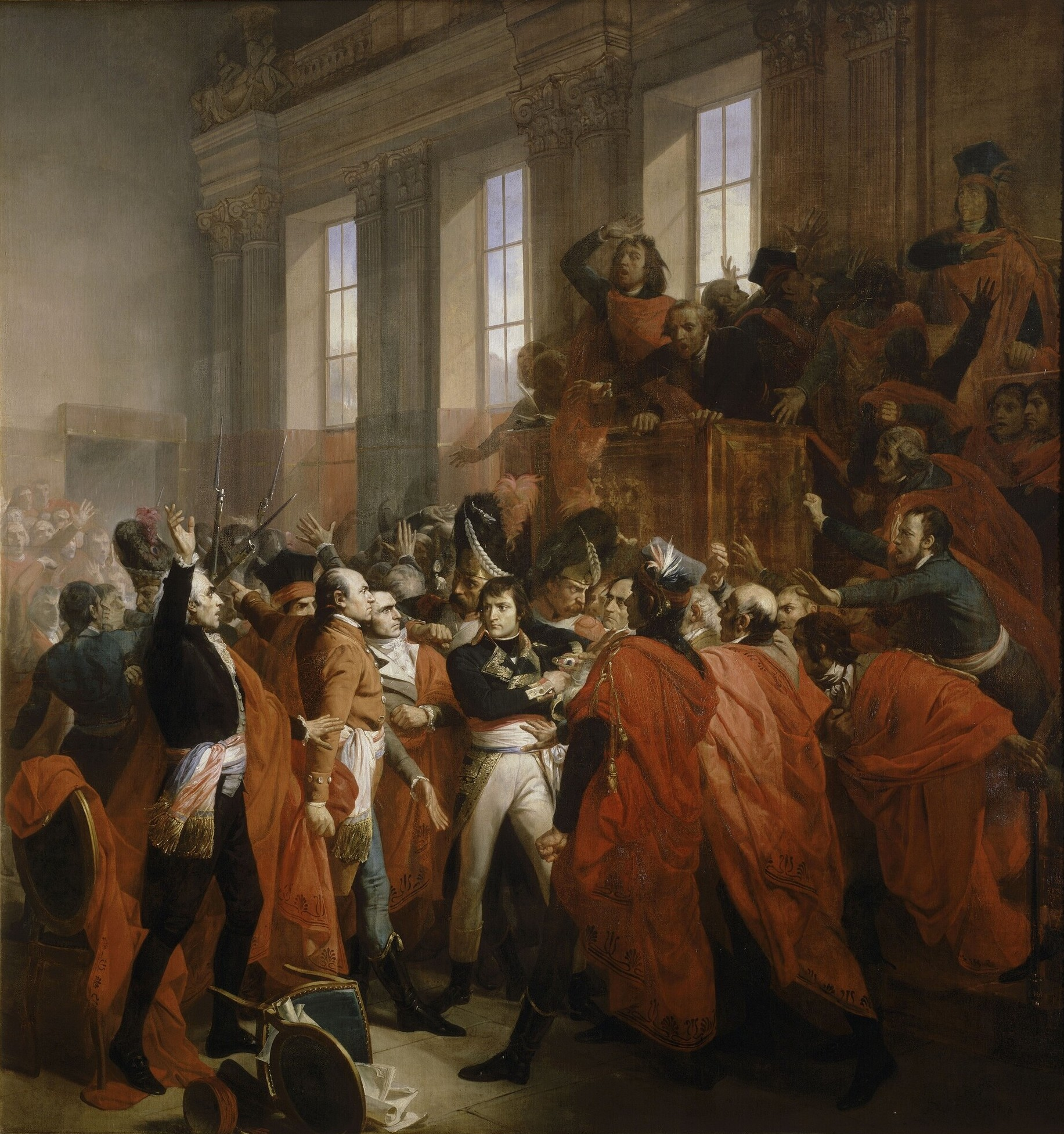
Le Conseil des Cinq-Cents le 10 novembre 1799

Liste des mandats à la Chambre des députés
- 17/02/1793 - 26/10/1795 : Mont-Blanc - Montagne
- 14/10/1795 - 04/04/1797 : Mont-Blanc

## Œuvres littéraires
- Remarques critiques sur l'histoire de l'astronomie ancienne de Delambre, 1819
- Astronomie solaire d'Hipparque, 1823
- Erreur des astronomes et des géomètres d'avoir admis l'accélération séculaire de la lune, 1833

## Hommages

### Distinctions
- Membre correspondant de l'Académie des sciences de Turin

### Lieux
- Rue Marcoz (Chambéry, France).

## Pour approfondir